# Tengeri leguán
A tengeri leguán (Amblyrhynchus cristatus) a hüllők (Reptilia) osztályába a pikkelyes hüllők (Squamata) rendjébe a gyíkok (Sauria) alrendjébe és a leguánfélék (Iguanidae) családjába tartozó faj.
Olyan érdekes ökológiai fülkét tölt be, amelyet egyetlen más ma élő gyík nem. Mégpedig az, hogy a tengeri környezettől függ. Hogy megszabaduljon az táplálkozás közben elfogyasztott sótól, az tengeri leguán koncentrált sókristályokat választ ki az orrmirigyéből. Testhőmérésékletét úgy szabályozzat, hogy a hideg óceánvízből kimászva a parthoz közeli sziklákon sütkérezik.

## Előfordulása
A tengeri leguán a Dél-Amerika partjai előtt kialakult Galápagos-szigeteken él. A vulkáni eredetű Galápagos soha nem kapcsolódott más szárazföldhöz, ezért úgy gondolják, hogy a leguánok ősei Dél-Amerikából tutajoztak a víz felett. Egyes kutatók úgy vélik, hogy a varacskosfejű leguán és a tengeri leguán legalább 10 millió éve váltak el egy közös őstől a szigetcsoport egykori szigetein, amelyek napjainkban a tengerszint alatt vannak.
Sok szigeten meredek sziklákon, alacsony sziklapárkányokon és árapály-síkságokon találhatunk vele. Hozzáférésre van szüksége az óceánhoz és egy homokos területre a tojásrakáshoz.

## Megjelenése
A hím testhossza 75 centiméter, a testtömege 1,5 kilogramm, a nőstény 60 centiméter hosszúra nő meg. A tengeri leguán szürkészöld színe nászidőszakban vörösre változik. A hőmérséklet hatással van színükre: a hideg tengerből kimászó leguánok majdnem feketék, csak napozás után nyerik vissza rendes szürkészöld színüket. A fiatal állatoknak világos színű háti csíkja van. Testfelépítése és háti taraja a többi nagy testű leguánéra hasonlít, de a varacskosfejű leguánhoz képest rövidebb, tompa orra van, valamint farka kissé oldalirányban összenyomott.

## Életmódja
A tengeri leguán hőszabályozási dilemmával néz szembe. Az óceán vize, ami táplálékát adja, nagyon hideg, és mivel a hüllők nem tudják fiziológiailag szabályozni a testhőmérsékletüket, sütkérezniük kell a napfényben, hogy felmelegedjenek. Alacsony hőmérsékleten az állat hatékony mozgási képessége csökken és érzékeny a ragadozók támadására. Viselkedési terén ezt kompenzálja, hogy képtelen hatékonyan mozogni. Alacsony hőmérsékleten gyakran nagyon agresszív, és inkább a kevesebb energiát igénylő blöffökre vagy harapásra támaszkodik, mint a menekülésre. A tengeri leguán sötét színe elősegíti a hővisszanyelést, és a hímek teljes szaporodási színre válthatnak a gyors újramelegedés érdekében. A varacskosfejű-és a tengeri leguán közötti hibridizációt dokumentálták a Plaza Sur szigeten. DNS-bizonyítékok arra utalnak, hogy a hibridizáció nem általános, de lehetséges.
Szinte kizárólag tengeri algákkal táplálkozik. A nagyobb egyedek gyakrabban táplálkoznak dagálykor merüléssel, míg a kisebbek inkább apály idején. A tengeri algaflórában jelentős változás következett be 1982 novembere és 1983 júliusa között. Ez egybeesett az El Niño-Déli rezgés eseményhez kapcsolódó abnormálisan magas csapadékmennyiséggel, tengerszinttel és tengerfelszíni hőmérséklettel. Az El Niño-Déli rezgés eseményeit alacsony sótartalmú, tápanyagban szegény felszíni víz tömegeként írják le, amely dél felé haladt a trópusi Csendes-óceán keleti részén. Ez csökkentette a biológiai termelékenységet, csökkentette az állatok túlélését és szaporodását az érintett ökoszisztémától függően. Ezt követte a tengeri leguánok szokatlanul magas halálozása.
Olyan élőhelyen fejlődött ki, ahol a ragadozók száma korlátozott. A Galápagos-szigetcsoporton található Santa Fé-szigeten a ragadozói sólymok, füles baglyok, kígyók, sólyomhalak és rákok. Mivel kevés a természetes ragadozója, a tengeri leguán nagyon érzékeny az olyan inváziós ragadozókkal szemben, mint a patkányok, kutyák és macskák. Az elvadult ragadozók befolyásolhatják a tojások túlélési esélyét és a felnőttkori halálozást. A nőstényeket különösen veszélyeztetik a ragadozók, amikor a nyílt fészkelőhelyekre mennek.

## Szaporodása
A hímek védik a párzási területeket a három hónapig tartó párzási időszakban. A nőstény 1-6 tojást rak 30-80 cm mélyre ásott mélyedésbe. A tojásokat homokba vagy vulkáni hamuba rakja 300 méteres vagy annál nagyobb mélységben. Az anyaállat több napig őrzi a mélyedést, majd elhagyja azt a tojások kikelési idejéig, ami körülbelül 95 napig tart. A fészkelő hónapok szigettől függően januártól áprilisig tartanak.